# Arco volcánico centroamericano

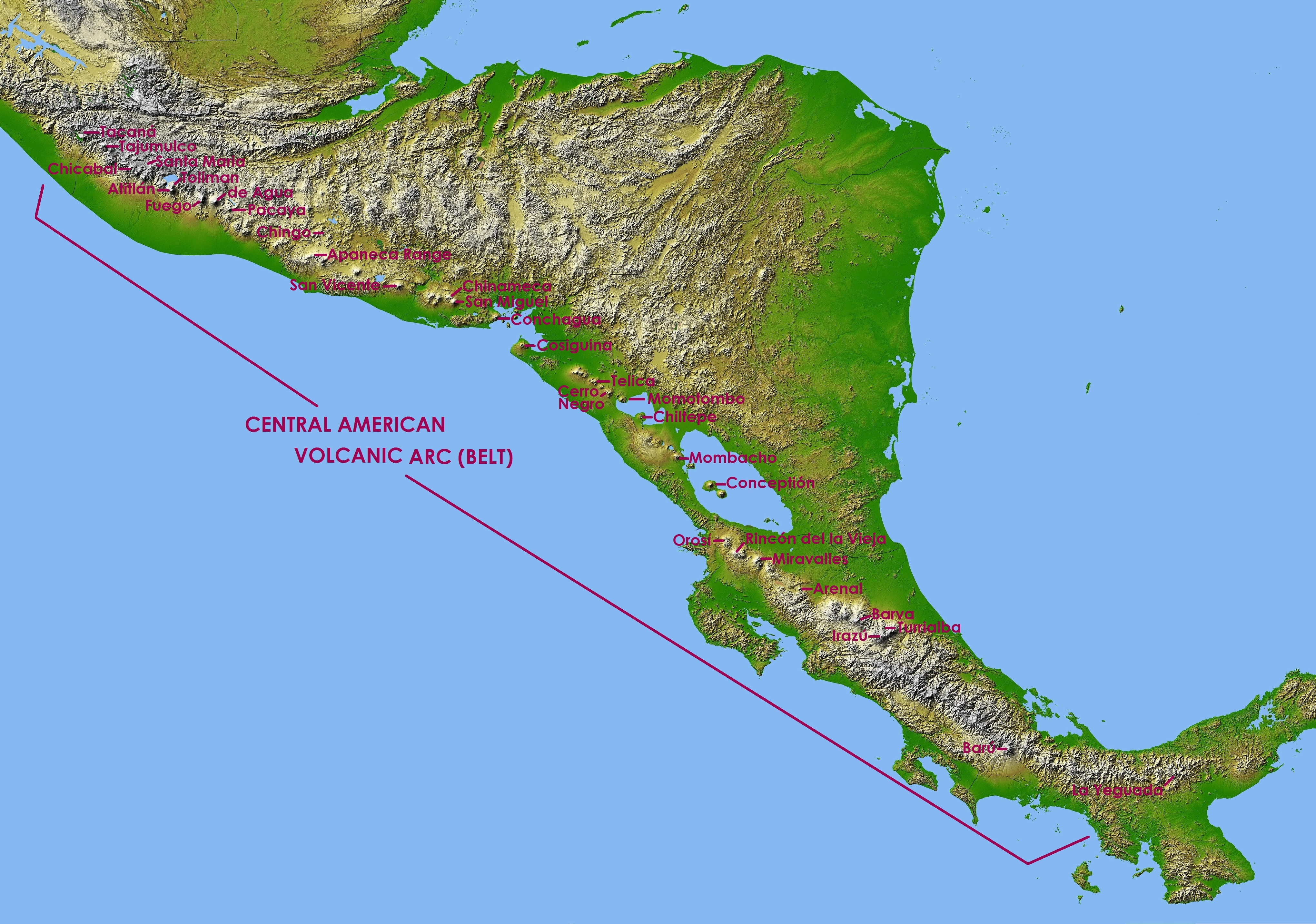
Mapa del Arco Volcánico Centroamericano con algunos de los principales volcanes.

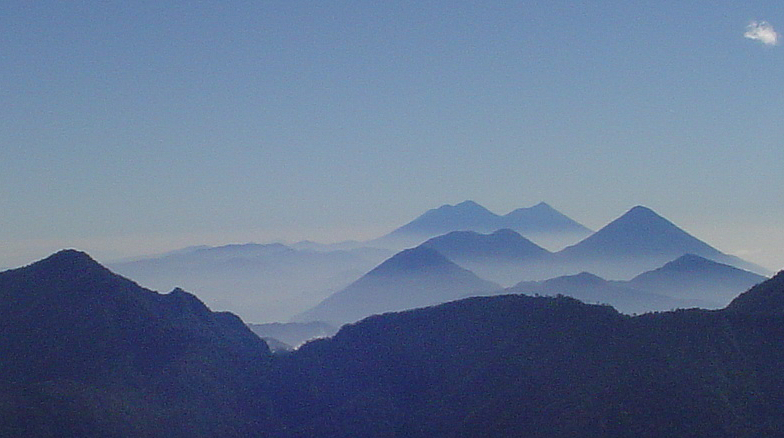
Frente volcánico de la Sierra Madre.

Representación gráfica de una zona de subducción.

El Arco Volcánico Centroamericano es una cadena de volcanes que se extiende a lo largo de la costa del océano Pacífico del istmo centroamericano, desde Guatemala al norte, pasando por El Salvador, Honduras, Nicaragua, hasta la región fronteriza de Costa Rica y Panamá al sur. El arco volcánico, que tiene una extensión de 1500 km, se formó como resultado de una zona de subducción activa a lo largo del límite occidental de la placa del Caribe.
El Arco Volcánico Centroamericano forma parte del Cinturón de Fuego del Pacífico e incluye cientos de formaciones volcánicas, que van desde estratovolcanes mayores, a domos de lava y conos de ceniza. Algunos de estos han producido grandes erupciones explosivas, como la erupción VEI 6 del Santa María en 1902. Un número de volcanes sigue activo, incluyendo Rincón de la Vieja, Arenal, Turrialba, Irazú, Poás en Costa Rica; Cerro Negro, San Cristóbal,  Telica, Masaya, Momotombo, Concepción en Nicaragua, San Salvador, San Vicente, San Miguel, Santa Ana, Izalco, en El Salvador, Isla del tigre y Zacate Grande en Honduras, Santa María/Santiaguito, Pacaya, Fuego en Guatemala. Los volcanes más altos de América Central se encuentran en Guatemala, e incluyen el Tajumulco y Tacaná, ambos por encima de 4000 metros.